# 아치레알레

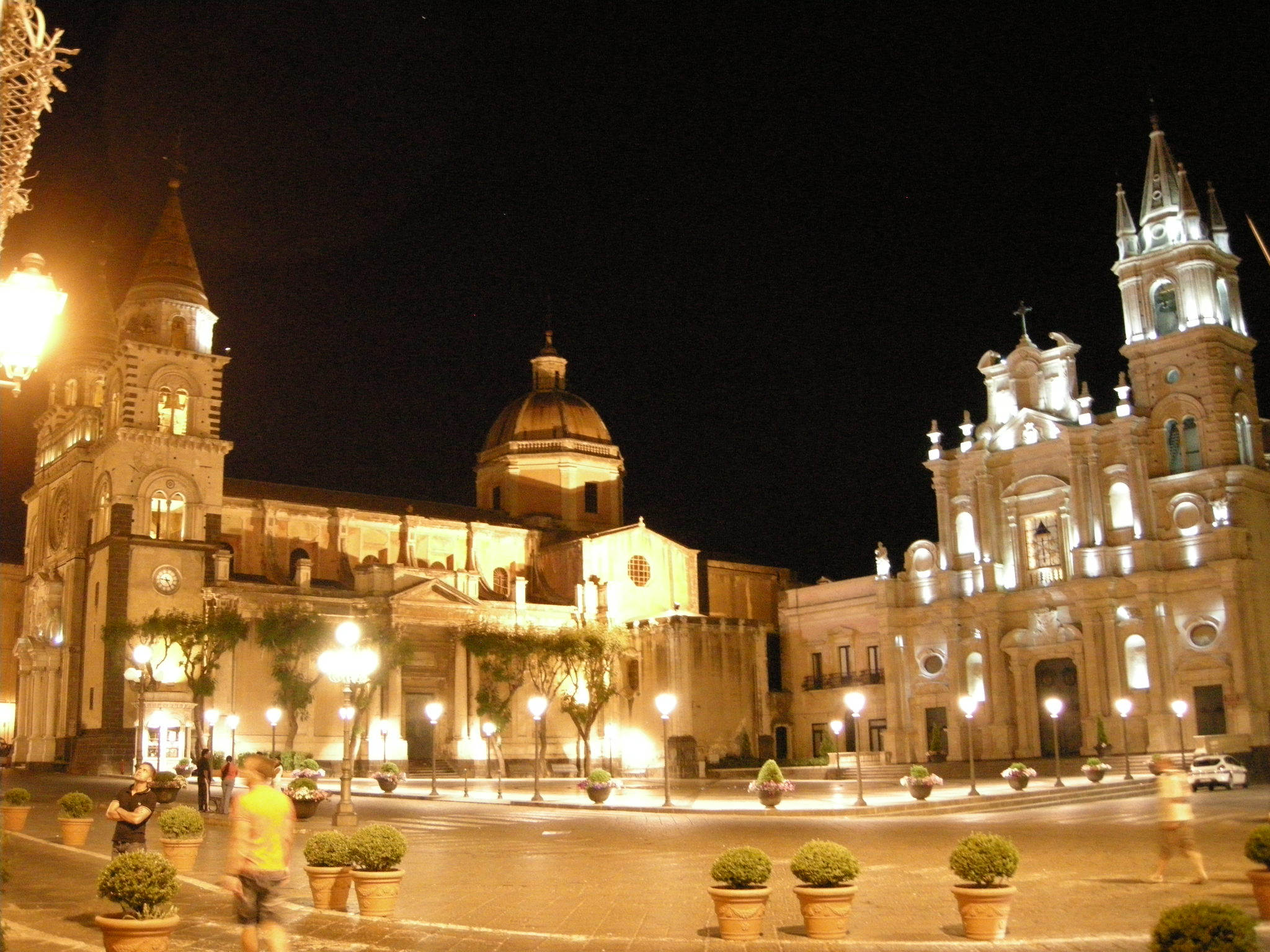
Piazza del Duomo

아치레알레(Acireale, Jaciriali)는 이탈리아 시칠리아 카타니아현 북동부의 해안 도시이자 코무네로, 이오니아해를 마주보는 해안에 있으며 에트나 산의 끝자락에 위치해 있다.

## 역사
전통에 따르면 이 도시의 기원은 현재는 완전히 사라진 대 그리스의 신비의 도시 시포니아(Xiphonia)로 거슬러 올라간다. 로마 시대에는 포에니 전쟁에 수반된 아키스(Akis)라는 다른 그리스 도시가 존재했다.
중세 시대에 이 도시는 현재의 아시 카스텔로의 일부인, 비잔티움 시기에 Jachium으로 알려진 성(시칠리아 토후국 때 Al-Yāj로 불렸고, 나중에 아치레알레로 불리게 됨) 주변으로까지 확대되었다.
아치레알레는 1693년에는 지진으로 대부분 파괴되었으며, 경제 성장이 실질적으로 중단되기도 했다.

## 주 관광지
아치레알레는 예술, 축제, 콘서트, 자연, 옥외 시장, 극장, 온천을 포함한 수많은 레저 활동들을 제공한다.
아치레알레의 산 비아지오 교회에는 1918년 프란체스코회 신학교에 들어간 가경자 가브리엘 알레그라의 유물 중 일부를 보관하고 있다.
16세기의 성 Fortezza del Tocco는 자연 보호구역으로 변모하였다.

## 자매 도시
아치레알레의 자매 도시는 다음과 같다:
- 아르헨티나 마르델플라타
- 이탈리아 비아레조